# 海岬的迷途之家
《海岬的迷途之家》是由日本作家柏葉幸子於2014年5月10日至2015年7月4日在岩手日報的《日報Junior Weekly》連載的奇幻小說，並於2015年9月11日由講談社發行單行本。本作為柏葉出道40週年紀念作品，並於2016年獲得「野間兒童文藝賞」。

## 故事概要
某天，失去雙親的萌花為了投奔親戚，由理繪則是為了逃離暴力相向的父親，兩人來到了狐崎車站。然而巨大震災和海嘯改變了她們的命運，她們雖然活了下來，卻在避難所被問及出身時無所適從，此時一位名叫山名貴和的婆婆向她們伸出了援手。從那以後，由理繪以「結」的身份，萌花則是以「日和」的身份，與貴和婆婆一起開始了三個女人的奇妙生活。

### 登場角色
萌花
本作女主角，小學生。雙親過身後被狐崎的伯父夫婦收留。
由理繪
以母親逝世為契機，遠離長期家暴的父親。
山名貴和
87歲的老婦人，原本預定進入照護設施生活，但在和萌花及由理繪生活的過程中與兩者締結羈絆。

## 劇場動畫
在東日本大地震發生的10年後，富士電視台將與Aniplex合作，製作以震災災區岩手縣、宮城縣和福島縣為故事背景的三部作品，該企劃定名為「永遠應援。Project 2011＋10…」（ずっとおうえん。プロジェクト 2011＋10…），作品包括《扶桑花女孩之舞》、《海岬的迷途之家》以及電視動畫《後空翻少年!!》。
該片於2021年8月27日公映，獲頒第76屆每日電影最佳動畫獎。

### 故事簡介
17歲的結因為某些原因離家出走，8歲的日和則是因為雙親在事故中喪生的打擊而失去了聲音。失去容身之所的兩人遇到了貴和婆婆，開始在臨海而建的舊民宅「迷途之家」住下。順勢跟著貴和婆婆住下的兩人接觸到會招待來訪者的傳說之家「迷途之家」以及貴和婆婆帶來的溫暖，心中的傷痛逐漸化解。有一天，名叫「不可思議」的妖怪們前來拜訪貴和婆婆——

### 登場角色（劇場版）
結（聲：蘆田愛菜）
因為某些原因離家出走的17歲少女，遇到日和與貴和婆婆後開始在「迷途之家」一起生活。雖然態度冷淡，卻有著直率的性格。
日和（聲：粟野咲莉）
8歲的少女，雙親在事故中喪生，受到打擊而失去了聲音。雖然發不出聲音，卻有著能關心他人的溫柔性格。
貴和婆婆（聲：大竹忍）
收留了結與日和，和她們一起在「迷途之家」生活的婆婆。具備能與妖怪「不可思議」交談的奇妙力量。
豐澤川河童（聲：伊達幹生）
北上川河童（聲：富澤岳史）
馬淵川河童（聲：宇野祥平）
小鎚川河童（聲：達增拓也）
座敷童（聲：天城莎莉）

### 製作人員
- 原作：柏葉幸子
- 導演：川面真也
- 劇本：吉田玲子
- 角色設計原案：賀茂川
- 音樂：宮內優里
- 製作：david production
- 發行商：Aniplex

### 音樂
主題曲
作詞、作曲：，編曲、歌：羊文學

## 舞台劇
舞台劇預定於2021年2月到3月在宮古市、盛岡市、二戶市、久慈市以及東京都公演，並由竹下景子和栗田桃子主演。

### 製作人員
- 原作：柏葉幸子[12]
- 劇本、演出：[12]
- 人形設計、操演指導：[12]

## 外部連結
- 官方网站（日語）